# Walther Judeich

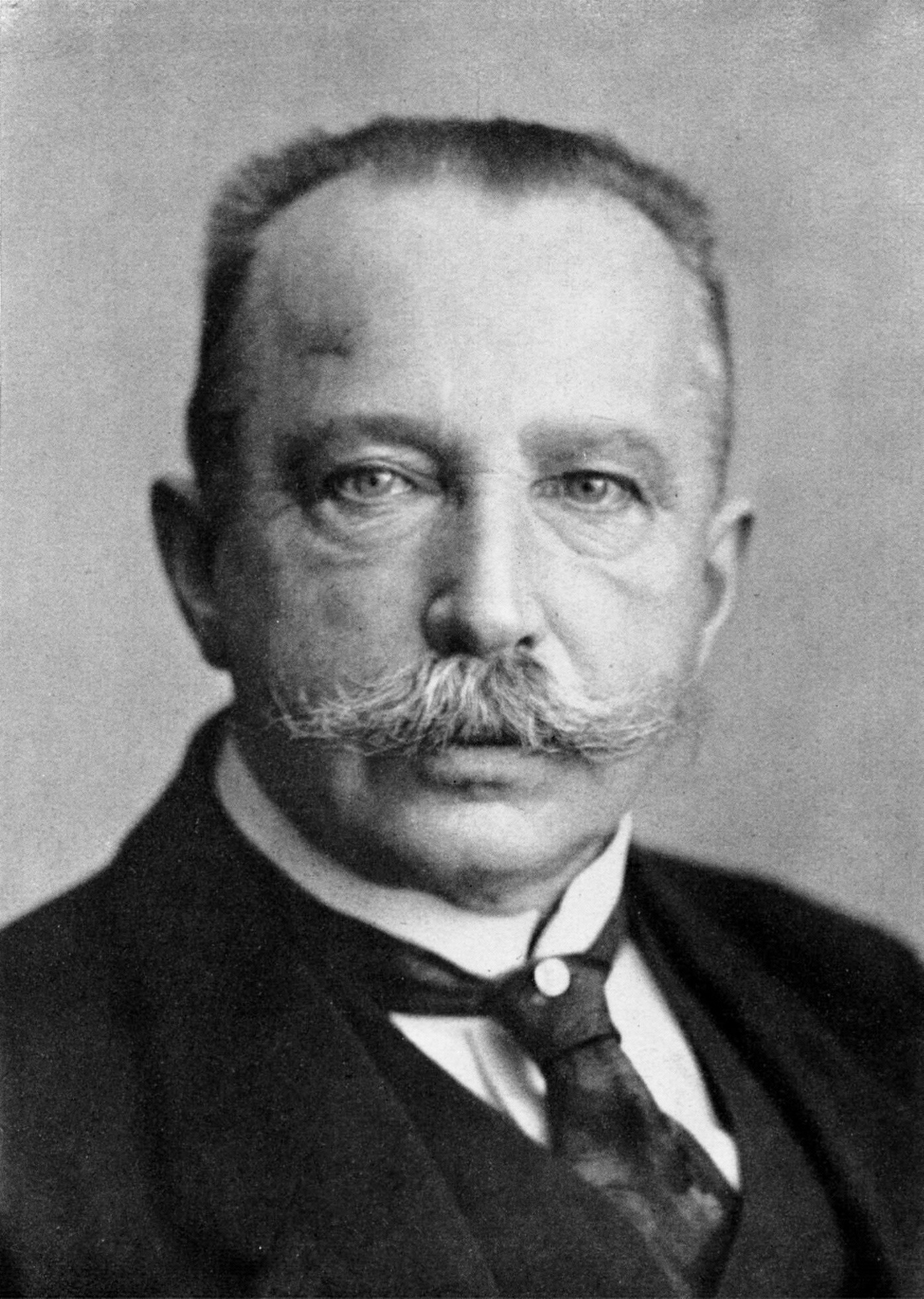
Walther Judeich. Foto von Alfred Bischoff

Walther Judeich (* 5. Oktober 1859 in Dresden; † 24. Februar 1942 in Jena) war ein deutscher Althistoriker, der als Professor an den Universitäten Czernowitz (1899–1901), Erlangen (1901–1907) und Jena (1907–1931) wirkte.

## Leben
Walther Judeich wurde als Sohn des Agrarsteuerfachmanns Albert Judeich (1814–1864) und seiner Frau Marie geb. Brockhaus (1828–1899) geboren. Seine Mutter war die Tochter des Verlegers Heinrich Brockhaus. Walther Judeich besuchte das Gymnasium in Dresden-Neustadt und leistete nach der Reifeprüfung (1879) den einjährigen Militärdienst ab. Im Oktober 1880 bezog er die Universität Tübingen, um Alte Geschichte und Archäologie zu studieren. In Tübingen trat er auch in das Corps Saxonia ein, eine freischlagende Verbindung, die in Tübingen seit 1874 bestand und später zeitweilig dem Miltenberger Ring angehörte. Später wechselte er an die Universität Leipzig und an die Universität Straßburg, wo er 1884 mit der Dissertation Caesar im Orient promoviert wurde. Nachdem er im Frühjahr 1885 auch das Staatsexamen abgelegt hatte, ging er für ein Jahr an die Berliner Universität, um seine Studien zu vertiefen. Seine Lehrer hier waren Theodor Mommsen, Ernst Curtius, Heinrich von Treitschke und Alexander Conze.
Gemeinsam mit Franz Winter, Paul Wolters und anderen erhielt Judeich das Reisestipendium des Deutschen Archäologischen Instituts, das ihm von 1886 bis 1887 einen Aufenthalt in Griechenland, Kleinasien und Italien ermöglichte. Auf seinen Reisen besuchte er zahlreiche antike Stätten und kam mit den dortigen Forschern in Kontakt, darunter Kurt Wachsmuth in Athen, Conrad Cichorius in Rom, Friedrich Adler und Emil Reisch in Olympia. 1888 kehrte Judeich nach Deutschland zurück und ging an die Universität Marburg, wo er sich am 14. November 1889 für Alte Geschichte habilitierte. Anschließend arbeitete er eine Zeitlang als Privatdozent (1896 Titularprofessor) in Marburg. Von 1896 bis 1897 unternahm er seine zweite Griechenland- und Orientreise.
Nach seiner Rückkehr erhielt Judeich in rascher Folge Rufe mehrerer Universitäten: 1899 ging er als außerordentlicher Professor an die Universität Czernowitz, 1901 als Ordinarius an die Universität Erlangen. 1907 nahm er den Ruf der Universität Jena auf den Lehrstuhl für Alte Geschichte an, den kurz zuvor Alfred von Domaszewski aus Heidelberg abgelehnt hatte. Der Lehrstuhl war seit dem Tod Heinrich Gelzers 1906 vakant.
In Jena lehrte und forschte Judeich bis an sein Lebensende; einen Ruf der Universität Königsberg (1911) lehnte er ab. Während seiner Jenaer Lehrtätigkeit hielt Judeich Vorlesungen über griechische und römische Geschichte (abwechselnd jeweils im Winter- bzw. Sommersemester). Seine Seminare behandelten jeweils versetzt ein römisches oder griechisches Thema. Darüber hinaus hielt er Lehrveranstaltungen zur Epigraphik ab. Eine wichtige strukturelle Voraussetzung für die Eigenständigkeit seines Faches in Jena schuf Judeich, indem er kurz nach seiner Berufung das Althistorische Seminar vom Philologischen Seminar trennte. Der Klassisch-Philologische Verein zu Jena im Naumburger Kartellverband ernannte ihn zum Ehrenmitglied.
Während der wirtschaftlich schwierigen Zeit des Ersten Weltkriegs und der 1920er Jahre gelang es ihm, zusätzliche Finanzmittel für die Ausstattung der Seminarbibliothek zu erwerben. Von September 1914 bis zum 1. Dezember 1918 diente er selbst als Hauptmann der Landwehr in Borna und Rochlitz. Seine Lebensleistung wurde 1929 mit einer Festschrift zu seinem 70. Geburtstag gewürdigt. Zuvor hatte er im Winter 1927/1928 seine letzte ausgedehnte Forschungsreise nach Griechenland unternommen. Am 1. April 1931 wurde er im Alter von 71 Jahren emeritiert. Zu seinem Nachfolger wurde noch im selben Jahr Fritz Schachermeyr berufen.

## Leistungen
In seiner Forschung hat sich Judeich mit der gesamten griechischen Geschichte, vorzugsweise aber mit der Geschichte der Stadt und des Staates Athen beschäftigt. Seine Publikationen entstanden auf der Grundlage sorgfältigen Quellenstudiums, Autopsie (während seiner Forschungsreisen) und oftmals aus Seminaren und Vorlesungen. Als sein Lebenswerk gilt die umfangreiche Monografie Topographie von Athen, die 1905 erstmals und in zweiter, vollständig neu bearbeiteter Auflage 1931 erschien. Darüber hinaus beschäftigte sich Judeich auch mit den Wechselwirkungen der griechischen und der persischen Geschichte. Sein Werk Kleinasiatische Studien: Untersuchungen zur griechisch-persischen Geschichte des 4. Jahrhunderts v. Chr. (Marburg 1892, Nachdruck Hildesheim u. a. 1987) basierte auf seiner Habilitationsschrift.

## Schriften (Auswahl)
- Caesar im Orient. Kritische Übersicht der Ereignisse vom 9. August 48 bis October 47, Leipzig 1885.
- Kleinasiatische Studien. Untersuchungen zur griechisch-persischen Geschichte des 4. Jahrhunderts v. Chr., Marburg 1892. Nachdruck Hildesheim 1987.
- Topographie von Athen, München 1905, München ²1931.
- Der Reichsgedanke im Altertum, Jena 1930.